# مدیریت پیشرفته راه‌هوایی
مدیریت پیشرفته راه‌هوایی زیرمجموعه‌ای از اداره کردن راه هوایی است این روش تهاجمی بوده و نیاز به مهارت بالایی دارد. این فرایند شامل روش‌های پزشکی مختلف بوده که یک راه‌هوایی مطمئن و باز برای بیمار ایجاد می‌کند (یک مسیر مطمئن بین ریه بیمار و محیط خارج). این کار به این دلیل انجام می‌شود که راه‌هوایی بیمار را پاک نگاه داشته و از انسداد راه‌هوایی جلوگیری کند. انسداد راه‌هوایی بیمار معمولاً به دلیل عقب افتادن زبان به انتهای حلق، اجسام خارجی، آسپیره کردن خون، ترشحات یا محتویات معده صورت می‌گیرد.
بر خلاف مدیریت پایه‌ای راه هوایی مثل کج کردن سر یا مانور کشیدن چانه به بالا، اداره پیشرفته راه هوایی بر پایه استفاده از تجهیزات پزشکی و آموزش‌های خاص صورت می‌گیرد. اداره راه هوایی تهاجمی می‌تواند به صورت کورکورانه یا با دیدن فاصلهٔ بین تارهای صوتی به وسیلهٔ لانگوسکوپ انجام شود.
ترتیب کلی روش‌ها از نظر میزان تهاجمی بودن در ابتدا استفاده از وسایل پیشرفته اداره راه‌هوایی فوقانی غیرتهاجمی مانند ایروی دهانی، ایروی بینی و لارنژیال ماسک سپس روشهای تهاجمی مانند لوله‌گذاری تراشه و در نهایت روشهای جراحی می‌باشد.
مدیریت پیشرفته راه هوایی جزو ملاحظات اولیه در احیای قلبی ریوی، بیهوشی، طب اورژانس و مراقبت‌های ویژه پزشکی می‌باشد.

## رفع جسم خارجی
در مدیریت پیشرفته راه هوایی شئ خارجی با استفاده از لارنگوسکوپ یا برونکوسکوپ به وسیلهٔ ساکشن کردن یا پنس مگیل خارج می‌شود. اگر با این روش‌ها ممکن نبود روش‌های جراحی می‌توانند مؤثر باشند.

## تکینک‌های بالای مدخل نای
این تکنیک‌ها شامل استفاده از لوله‌های بالای مدخل نای مانند ایروی دهانی، ایروی بینی و وسایل بالای مدخل نای مانند لارنژیال ماسک است. ویژگی مشترک تمام وسایل بالای مدخل حنجره قرار گرفتن در ناحیه حلق و اطمینان از باز بودن راه‌هوایی بدون وارد شدن از مدخل نای و ورود به تراشه می‌باشد.

### ایروی بینی
ایروی بینی یک لوله توخالی از جنس پلاستیک یا لاستیک نرم می‌باشد که از راه بینی در ناحیه پشتی حلق قرار می‌گیرد. بیمار ایروی بینی را راحتتر از ایروی دهانی تحمل می‌کند؛ بنابراین در هنگامی که گذاشتن ایروی دهانی برای بیمار مشکل است، مثل زمانیکه فک بیمار قفل شده‌است، یا بیمار در حالت نیمه هوشیاری است و نمی‌تواند یک ایروی دهانی را تحمل نماید، می‌توان از این نوع ایروی استفاده کرد.
معمولاً زمانی که احتمال شکستگی کف جمجمه وجود دارد، به دلیل خطر ورود لوله به داخل حفره جمجمه، این نوع ایروی پیشنهاد نمی‌شود، با این حال قبول خطرات گذاشتن این نوع ایروی در مقابل قبول خطر هیپوکسی مورد بحث است.

### ایروی دهانی
این نوع ایروی یک وسیله منحنی شکل و از جنس پلاستیک سخت است که از طریق دهان برای بیمار گذاشته می‌شود. این وسیله مانع به عقب افتادن زبان (بسته شدن حلق) شده و در نهایت راه هوایی بیمار باز خواهند ماند. ایروی دهانی فقط زمانی قابل استفاده است که بیمار در حالت ناهشیاری عمیق باشد در غیر این صورت ایروی دهانی باعث فعال شدن رفلکس حلق، تهوع و استفراغ و در نهایت خطر اسپیراسیون می‌شود.

### ایروی بالای مدخل نای
این ابزار مجموعه‌ای از ایروی‌ها هستند که از طریق دهان در مدخل نای و دقیقاً در بالای حنجره قرار می‌گیرند. ایروی بالای مدخل نای در اکثر اعمال جراحی که بیمار تحت بیهوشی عمومی قرار می‌گیرد استفاده می‌شود. این نوع ابزار در مقایسه با لوله‌های کافدار (مانند لوله تراشه) محافظت کمتری در مقابل آسپیراسیون ریوی ایجاد می‌کنند اما قرار دادن و استفاده کردن از آنها آسان‌تر است و آسیب حنجره‌ای کمتری ایجاد می‌کند.
بهترین نوع از این دسته ایروی‌ها لارنژیال ماسک یا LMA می‌باشد. لارنژیال ماسک یک ایروی بوده که از طریق دهان در ابتدای نای و دقیقاً در بالای حنجره قرار گرفته و باد می‌شود. گونه تغییر یافته این نوع ایروی، دارای یک نوع پورت ویژه برای قرار دادن NG-tube جهت تخلیه هوای معده و محتویات مایع درون ان یا غذا دادن به بیمار است. همچنین نوع دیگری از این نوع ایروی نیز ساخته شده که لوله‌ای جداگانه در خود دارد که از طریق آن می‌توان لوله تراشه برای بیمار قرار داد.

## تکنیک‌های پایین مدخل نای
لوله‌گذاری تراشه یا همان لوله گذاری، روشی است که در آن یک لوله قابل انعطاف پلاستیکی یا لاستیکی را در درون تراشه (نای) بیمار قرار می‌دهند تا بتوانند راه هوایی بیمار را باز نگاه داشته یا اینکه بتوان از طریق آن داروهای خاصی برای بیمار تجویز کرد.
از این روش اغلب در بیماران شدیداً آسیب دیده، بیماران بسیار بدحال یا بیماران تحت بیهوشی جهت تسهیل تهویه ریه بیمار از جمله تهویه مکانیکی و جلوگیری از انسداد راه هوایی و در نهایت خفگی بیمار استفاده می‌شود. روشی که به صورت گسترده استفاده می‌شود قرار دادن لوله‌تراشه از طریق دهان و به شکلی که انتهای لوله از حنجره عبور کرده و در ناحیه کارینا قرار بگیرد، است. در روش قرار دادن لوله از راه بینی، لوله ابتدا از بینی می‌گذرد و پس از عبور از حنجره در نای جای می‌گیرد.
روش جایگزین استفاده از کامبی تیوب یا لوله لارنژیال است.

## اداره راه هوایی بیمار با استفاده از جراحی
روش‌های جراحی در مدیریت راه‌هوایی بر اساس ایجاد برش جراحی در ناحیه پایین‌تر از گلوت (مدخل نای) و ایجاد یک راه‌هوایی مستقیم به قسمت تحتانی دستگاه تنفس است. به این ترتیب قسمت فوقانی دستگاه تنفسی بیمار بایپس خواهد شد. از این روش به عنوان آخرین حربه و زمانی استفاده می‌شود که لوله‌گذاری تراشه از راه بینی یا دهان امکان‌پذیر نبوده یا منع استفاده دارد.
اداره راه هوایی بیمار با استفاده از جراحی در زمانی که بیمار نیاز به تهویه مکانیکی در زمان طولانی دارد نیز استفاده می‌شود. این روش به دو سبک تراکستومی و کریکوتیروتومی قابل انجام است.
در روش کریکوتیروتومی یک برش از طریق پوست بر روی غشا کریکوتیرویید (غشا بین غضروف کریکوئید و غضرف تیرویید) ایجاد می‌شود تا در شرایط خاصی از موارد تهدید کننده حیات بیمار مانند انسداد راه هوایی به وسیله جسم خارجی، آنژیوادم یا ترومای وسیع صورت بتوان یک راه هوایی مطمئن برای وی ایجاد کرد. کریکوتیروتومی معمولاً در بیمارانی که لوله‌گذاری تراشه از راه بینی یا دهان امکان‌پذیر نبوده یا منع استفاده دارد به عنوان آخرین راه استفاده می‌شود. کریکوتیروتومی یک راه ساده‌تر و سریعتر نسبت به تراکستومی بوده و به دستکاری ستون فقرات ناحیه گردن نیاز نداشته و با عوارض کمتری همراه است.
تراکستومی از طریق تراکتومی و با ایجاد یک برش جراحی از طریق پوست گردن برای رسیدن به تراشه انجام می‌پذیرد. تراکستومی ممکن است زمانی مدنظر قرار گیرد که بیمار نیازمند یک دوره طولانی تنفس با کمک تهویه مکانیکی باشد. مزایای تراکستومی شامل احتمال کمتر بروز عفونت و آسیب به تراشه مثل تنگی تراشه است.

## ارزیابی
ارزیابی صحیح مدیریت راه‌هوایی از راههای مختلفی از جمله بررسی حرکات قفسه سینه با دم و بازدم، فقدان سیانوز در بیمار، اندازه‌گیری میزان اشباع اکسیژن خون با اکسیمتری و اندازه‌گیری میزان دی‌اکسید کربن در هوای تنفسی با کاپنوگرافی انجام می‌گیرد.